# Đại học Trung Âu
Đại học Trung Âu (tiếng Anh: Central European University) là một trường đại học nghiên cứu tư thục với một khuôn viên ở Viên, Áo, đứng đầu về nhiều ngành như chính trị, quan hệ quốc tế, lịch sử, triết học, xã hội học. CEU là một đại học hàng đầu, nổi tiếng về chất lượng dạy học, nghiên cứu, và có nhiều học sinh quốc tế.
Các chương trình học ở CEU đều bằng tiếng Anh được công nhận ở Hoa Kỳ, Hungary và Áo. Đại học này chú trọng các ngành về khoa học xã hội, nhân bản, luật học, chính sách công, quản trị doanh nghiệp, khoa học môi trường, và toán.
CEU có hơn 1500 học sinh từ 100 quốc gia và 300 giảng viên từ trên 30 nước. CEU được thành lập bởi nhà từ thiện George Soros, mà đã tặng cho trường US$880 triệu, làm cho đại học này trở thành một trong những đại học giàu có nhất ở châu Âu.
CEU có 2 trường, bao gồm trường chính sách công và trường kinh doanh CEU, 14 phân khoa, và 17 trung tâm nghiên cứu.